# Tabanus unistriatus
Tabanus unistriatus är en tvåvingeart som beskrevs av James Stewart Hine 1906. Tabanus unistriatus ingår i släktet Tabanus och familjen bromsar. Inga underarter finns listade i Catalogue of Life.